# Dihidroergotamin
Dihidroergotamin (D.H.E. 45, Migranal) je ergotni alkaloid koji je korišten za tretiranje migrena. On je derivat ergotamina. On se dozira kao nazalni sprej ili инјекција i ima efikasnost sličnu sumatriptanu. Mučnina je česta nuspojava.
Dihidroergotamin ima sličan način dejstvo sa triptanima. On je agonist serotoninskog 5-HT(1D) receptora i uzrokuje vazokonstrikciju intrakranijalnih krvnih sudova, ali isto tako formira interakcije sa dopaminskim i adrenergičkim receptorima u CNS-u. On se može koristiti za tretiranje akutnih glavobolja ili simptoma povlačenje nakon upotrebe analgetika.